# Игнатьев, Сергей Георгиевич
Сергей Георгиевич Игнатьев (род. 13 октября 1971) — российский дзюдоист, чемпион и призёр чемпионатов России, призёр командного чемпионата Европы, призёр чемпионата мира среди военнослужащих, призёр престижных всероссийских и международных турниров, мастер спорта России международного класса. Живёт в Красноярске. Работает тренером по дзюдо в фитнес-клубе «Самсон» (Красноярск). В 2015 году Игнатьев стал президентом Федерации грэпплинга Красноярского края.

## Спортивные результаты
- Чемпионат России по дзюдо 1993 года — ;
- Чемпионат России по дзюдо 1994 года — ;
- Чемпионат России по дзюдо 1995 года — ;
- Чемпионат России по дзюдо 1996 года — ;
- Чемпионат России по дзюдо 1997 года — ;
- Чемпионат России по дзюдо 1998 года — ;